# Fizyka medyczna

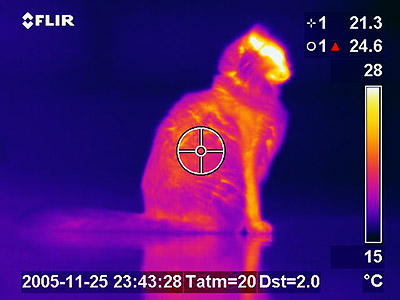
Kot w kamerze termowizyjnej

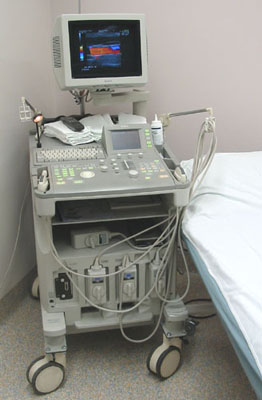
Ultrasonograf - urządzenie do obrazowania metodą USG

Zależność między rozprzestrzenianiem się pobudzenia w sercu a wykresem EKG

Fizyka medyczna – dział fizyki wykorzystujący pojęcia, teorie i metody fizyczne w zastosowaniach medycznych (profilaktyka, diagnostyka, terapia, rehabilitacja).

## Historia rozwoju fizyki medycznej[1]
- Za ojca fizyki medycznej uważa się Hermanna von Helmholtza, który zajmował się zarówno fizyką (był profesorem na Uniwersytecie Berlińskim), jak i medycyną (profesor na Uniwersytecie w Heidelbergu). Historia nauki zna wiele innych przypadków wybitnych ludzi zajmujących się zagadnieniami z pogranicza fizyki i medycyny m.in.: Mikołaj Kopernik, Galileusz. Po raz pierwszy termin fizyka medyczna wprowadził prawdopodobnie Neil Arnott w XIX wieku, ale właściwy rozwój tej dyscypliny rozpoczął się wraz z odkryciem przez W. Röntgena promieniowania X i promieniotwórczych pierwiastków przez małżeństwo Curie.
- Pierwszą polską uczelnią kształcącą fizyków medycznych była Politechnika Warszawska, gdzie w 1946 roku prof. Cezary Pawłowski zorganizował studia w tym kierunku na Wydziale Elektrycznym.
- Obecnie w Polsce fizyka medyczna jest tzw. kierunkiem zamawianym[2].
- Od 2013 roku 7 listopada, czyli w dniu urodzin Marii Skłodowskiej-Curie z inicjatywy Międzynarodowej Organizacji Fizyki Medycznej(inne języki) obchodzony jest Międzynarodowy Dzień Fizyki Medycznej[3].

## Działy fizyki medycznej

### Radiodiagnostyka
Pod tym pojęciem rozumiemy wszelkie nieinwazyjne metody obrazowania mające na celu wykrycie ognisk chorobowych (m.in. nowotwory, złamania itp.). Główne metody obrazowania to:
- Rentgenodiagnostyka wykorzystująca promieniowanie X (m.in. tomografia komputerowa, mammografia),
- USG,
- EEG i MEG,
- Diagnostyka radioizotopowa (m.in. PET),
- Termografia,
- rezonans magnetyczny (MRI).

### Radioterapia
Jest to jedna z trzech podstawowych metod leczenia nowotworów wykorzystująca promieniowanie jonizujące (pozostałe to chemioterapia i hormonoterapia). Może być stosowana jako samodzielna metoda leczenia, bądź jako jedna z części tzw. leczenia skojarzonego.

### Elektrofizjologia
Ważną częścią ich działalności są wszelkie prace mające za zadanie zrozumienie działania ludzkiego mózgu.

### Fizykoterapia
Jedna z form fizjoterapii i część medycyny fizykalnej, w której na organizm oddziałuje się rozmaitymi bodźcami fizycznymi, pobieranymi z natury (Słońce, borowina) lub wytwarzanymi specjalnymi urządzeniami (krioterapia, prądy różnego rodzaju).

### Zakres zainteresowań fizyki medycznej
Oprócz wyżej wymienionych działów osoby zajmujące się fizyką medyczną odpowiadają m.in. za kontrolę jakości, czy dozymetrię i ochronę radiologiczną.